# 高峰翔
高峰 翔（たかみね かける、2000年（平成12年）10月3日 -）は、日本のライトノベル作家。東京都在住。サッカーと漫画を愛する。

## 経歴
2019年3月15日にカクヨムにて『高橋心愛の存在証明』（1話完結）を、2019年9月7日に小説家になろうに短編『君と共にいきたかった』（同じく1話完結）を投稿。2019年10月28日、『氷の令嬢の溶かし方 〜クールで素っ気ないお隣さんがデレるとめちゃくちゃ可愛い件〜』（以下「氷の令嬢の溶かし方」）が小説家になろうの日間ランキング1位を獲得。以前は木本真夜というペンネームを使用していたが、2020年1月1日に「最高峰という言葉があるように、高みを目指して駆け抜け、飛翔したい」という思いでペンネームを現在の「高峰翔」に変更。同月、第8回ネット小説大賞「毎月応援イラストプレゼント企画」に当選する。
2020年7月、小説家になろうなどに連載していた「氷の令嬢の溶かし方」が第8回ネット小説大賞受賞作に選ばれ、同年10月にモンスター文庫より『氷の令嬢の溶かし方』（サブタイトルなし）として書籍化され、商業作家としてデビューした。
2020年10月、『氷の令嬢の溶かし方』2巻の発売が決定し、2021年3月発行。
2021年12月、「なろう」にて『上手なアイの育て方　―クラスの美少女とひとつ屋根の下、五歳児の女の子を育てることになった―』を執筆開始するも、2022年2月（23日アップロードの第37話）を最後に一旦活動を休止。
2023年9月、「氷の令嬢の溶かし方」が1年8か月ぶりに1話追加されたが、これを最後に再び活動休止。

## 作品リスト
シリーズは未完、打ち切り。
- 『氷の令嬢の溶かし方』（2020年10月、モンスター文庫）ISBN 978-4-575-75275-5
- 『氷の令嬢の溶かし方2』（2021年3月、モンスター文庫）ISBN 978-4-575-75287-8

コミック版（完結）
- 氷の令嬢の溶かし方（2022年5月、双葉社）ISBN 978-4-575-41425-7
- 氷の令嬢の溶かし方2（2022年12月、双葉社）ISBN 978-4-575-41551-3
- 氷の令嬢の溶かし方3（2023年7月、双葉社　電子版のみ）